# Alpina (bilmærke)
 Der er for få eller ingen kildehenvisninger i denne artikel, hvilket er et problem. Du kan hjælpe ved at angive troværdige kilder til de påstande, som fremføres i artiklen.

 Ikke at forveksle med Alpine.
ALPINA Burkard Bovensiepen GmbH er en bilproducent med hovedkontor i Buchloe, i Ostallgäudistriktet i Bayern, Tyskland.
ALPINA startede i 60'erne som trediepartstuner af BMW biler. Fra 1978 overgik man til at fremstille komplette biler, stadig på basis af BMW-modeller. Siden 1983 har ALPINA officielt været registreret som selvstændig bilproducent hos det tyske Kraftfahrt-Bundesamt i Flensborg.
I 2007 blev der produceret mere end 1.400 biler.

## Historie

### Starten
Burkard Bovensiepen startede i 1961 med at købe og tune en Fiat 1500 sammen med en kammerat. Burkard fandt imidlertid, at Fiat'en havde visse kvalitetsmangler hvorfor han droppede projektet. I stedet så han muligheder i BMW 1500 ”Neue Klasse”.
En del BMW 1500 kunder savnede ekstra kræfter, og Burkard udviklede et dobbelt karburatoranlæg til BMW 1500. Karburatorerne blev produceret i faderens finmekaniske virksomhed i Buchloe. Dobbelt Weber karburatoren hævede effekten fra 80 hk til 90 hk, eller det samme som den senere BMW 1800. Kvaliteten blev roses af fagpressen og BMW's salgschef Paul G. Hahnemann, der lod BMW's fabriksgaranti også gælde for ALPINA modificerede biler. ALPINA navnet stammer fra navnet på faderens fabrik, der bl.a. lavede kontormaskiner med samme navn.
Senere anvendte BMW selv ALPINA-dele til bl.a. deres 1800TI model.

### 60'erne
1. januar 1965 blev firmaet ALPINA Burkard Bovensiepen KG grundlagt med 8 medarbejdere.
I 1967 fik ALPINA sit firmalogo. BMW's 02 serie udgjorde hovedmålet for ALPINA's produkter, og toppede med en 175 hk's 2002 tii A4S, der havde bedre præstationer end BMW 2002 Turbo.
I 1968 indtrådte ALPINA i motorsporten. I de første år kørte bl.a. Derek Bell, James Hunt, Jacky Ickx, Niki Lauda og Hans Stuck for ALPINA. I 1970 vandt de Europamesterskabet for touringbiler, 24 timers-løbet på Spa samt samtlige tyske touring-, bjerg- og rallymesterskaber.

### 70'erne
1971 overtalte ALPINA BMW til at producere en letvægtsudgave af deres 3.0 CS coupé, så bilen kunne bruges til motorsport. ALPINA fik opgaven med at konstruere BMW 3.0 CSL.
1975 blev forhandlernettet udvidet til hele Tyskland, Schweiz og England.
I 1977 vandt Diester Quester det europæiske touringmesterskab i en BMW ALPINA 3.5 CSL mod Jaguar XJS, hvorefter ALPINA trak sig tilbage som fabriksteam for at koncentrere sig om at producere gadebiler.
I 1978 lancerede ALPINA for første gang 3 komplette biler. BMW ALPINA B6 2.8 var en 3-serie med BMW's store rækkesekser optimeret til 200 hk. BMW ALPINA B7 Turbo var verdens hurtigste 4-dørs limousine udstyret med en 3 liters turbomotor på 300 hk og baseret på 5-serien. BMW ALPINA B7 Turbo Coupé var udstyret med samme motor men baseret på 6-serien.

### 80'erne
1981 deltog ALPINA i et økonomiløb arrangeret af det tyske bilmagasin Auto Motor und Sport. En modificeret BMW 318i ALPINA vandt med et forbrug på kun 2,672 liter pr. 100 km, eller 37,425 km/l.
1982 lancerede ALPINA først deres B7S Turbo i et begrænset oplag på 60 stk., og siden 30 stk. B7S Turbo Coupé. Bilerne var udstyret med en 3,5 liters turbomotor på 330 hk, og blev udelukkende i henholdsvis ALPINA blå og ALPINA grøn. Modellerne havde en topfart på over 260 km/t.
1983 blev ALPINA registreret som en selvstændig automobilfabrikant i Tyskland.
1985 omstillede ALPINA alle modeller til katalysatordrift – som den første producent valgte de metalkatalysatorer frem for de ellers fremherskende keramiske katalysatorer.
I 1987 laves regelsættet for DTM og alle DTM-biler får snart efter katalysator som standard.
I 1989 lancerede ALPINA deres B10 Bi-Turbo. En 3,5 liters biturbo motor med 360 hk og 520 Nm drejningsmoment. Bilen var verdens hurtigste 4-dørs serieproduceret bil.

### 90'erne
1993 lancerede ALPINA Switch-Tronic. Et elektronisk automatgear, der kan styres manuelt af føreren. ALPINA B12 5.7 Coupé var verdens første bil med elektronisk styret kobling (kaldet Shift-Tronic).
1995 var ALPINA først med en elopvarmet metalkatalysator på B12 5.7.
1999 præsenterede ALPINA verdens stærkeste serieproducerede diesel-limousine med 245 hk – D10 Bi-Turbo.

### Det nye årtusinde
2003 præsenterede ALPINA deres B7-model – en limousine på 500 hk, der kan køre over 300 km/t.

## Nummerstruktur
ALPINA's modelbetegnelser blev i 1970'erne opbygget af et bogstav og et tal. A stod for de 4-cylindrede motorer, C stod for BMW's lille sekser og B stod for BMW's store sekser. Det efterfølgende tal viste motorens udviklingstrin. A4 var en 2 liters 4-cylindret motor med 160 hk, B8 var en 3 liters 6-cylindret motor med 240 hk og C1 var en 2,3 liters 6-cylindret motor med 170 hk.
Senere skiftede betegnelserne betydning flere gange, og i dag viser tallet i modelbetegnelsen hvilken BMW-model, der er brugt som basis. En B3 er derfor en BMW 3-serie og en B7 er en BMW 7-serie.

## Nuværende modeller
- ALPINA D3 Bi-Turbo limousine, coupé og touring baseret på BMW 3-serie – 214 hk (157 kW)
- ALPINA B3 Bi-Turbo limousine, coupé og touring baseret på BMW 3-serie – 360 hk (265 kW)
- ALPINA B5s limousine og touring baseret på BMW 5-serie – 530 hk (390 kW)
- ALPINA B6s coupé og cabriolet baseret på BMW 6-serie – 530 hk (390 kW)
- ALPINA B7 Bi-Turbo limousine baseret på BMW 7-serie – 507 hk (373 kW)